# Tamir Pardo
Tamir Pardo (hebrejsky: תמיר פרדו; narozen 1953) je bývalý ředitel izraelské zpravodajské služby Mosad, jmenovaný do funkce 29. listopadu 2010 izraelským premiérem Benjaminem Netanjahu.

## Biografie
Pardo sloužil v Izraelských obranných silách jako komunikační důstojník elitní jednotky Sajeret Matkal. Byl členem jednotky, která se pod vedením Jonatana Netanjahua, staršího bratra premiéra Netanjahua, zúčastnila operace Entebbe, jejímž cílem byla záchrana izraelských rukojmích unesených palestinskými teroristy.
Po absolvování povinné vojenské služby v izraelské armádě vstoupil do Mosadu, kde zprvu zastával různé technické pozice. Postupně stoupal v rámci pozic ve zpravodajské službě, až se nakonec stal šéfem oddělení Kešet, zodpovědného za operace, včetně získávání elektronického zpravodajství prostřednictvím odposlechů a fotografických metod. V roce 2005 byl jedním z kandidátů na pozici zástupce ředitele Mosadu, avšak na místo něj byl povýšen jiný kolega. Tehdejší ředitel Mosadu Me'ir Dagan propůjčil Parda izraelské armádě, kde působil jako starší poradce operací při generálním štábu. V této své pozici působil i během druhé libanonské války v roce 2006. Poté, co Dagan propustil svého zástupce, nabídl Pardovi tuto funkci. Pardo tuto nabídku přijal v naději, že by mohl v dohledné době Dagana na jeho postu vystřídat. Daganovo funkční období však bylo prodlouženo a Pardo opustil Mosad a začal podnikat.
V následujícím výběru Daganova nástupce byl Pardo jediným kandidátem pocházejícím zevnitř této tajné služby. Podle izraelských médií byl post ředitele Mosadu nabídnut přinejmenším jednomu kandidátovi, a to řediteli Teva Pharmaceutical Industries a penzionovanému generálmajorovi Šlomo Janajovi, který však měl nabídku odmítnout.
V Izraeli je zvykem zachovávat v otázce identity jeho zpravodajských důstojníků utajení, a proto byl Pardo až do svého oficiálního povýšení znám pouze pod písmenem „T“.